# NGC 1330
NGC 1330 bezeichnet im NGC-Katalog viele scheinbar dicht beieinander liegende Sterne im Sternbild Perseus. Der Katalogeintrag geht auf eine Beobachtung des Astronomen Édouard Stephan am 14. Dezember 1881 zurück.